# Les Mots d'Éric et Ramzy
Les Mots d'Éric et Ramzy ou Les Mots est une émission télévisée animée par le duo d'humoristes Éric et Ramzy, composé d'Éric Judor et Ramzy Bedia et réalisée par Jimmy Levy. Inspirée de leur émission quotidienne sur Fun Radio, Les Mots est leur premier spectacle télévisé, diffusé sur M6 du 2 février 1998 au 16 mars 1998.

## Présentation
L'émission Les Mots est diffusée tous les soirs sur M6 à 19 h 50, avant le 6 minutes, du 2 février 1998 au 16 mars 1998[réf. nécessaire]. 
Chaque sketch d'une durée moyenne de trois minutes, filmé en caméra fixe sur fond noir, propose une définition fantaisiste fondée sur un calembour d'un mot inscrit sur un paperboard.
Le comique de répétition est l'un des principaux éléments de mise en scène. Ainsi, chaque sketch se déroule en quatre temps :
1. le duo introduit la leçon avec la phrase d'accroche récurrente : « Nous allons essayer d'apprendre un mot ensemble. Ce mot, nous ne le connaissons pas. » ;
2. à la suite de la demande de Ramzy, Éric propose une première définition erronée du mot inscrit sur la feuille par rapprochement phonétique avec un autre mot (en confondant par exemple « Misogyne » et « Mygale ») ;
3. la « mise en situation » du mot, faisant intervenir la kinésique et la proxémique, justifie de manière arbitraire un autre rapprochement phonétique ;
4. les humoristes bouclent le système discursif avec la mise en valeur du jeu de mots et concluent par la phrase rituelle : « Nous ne voyons pas d'autre explication ».

## Analyse
Ces devinettes dont la solution réside dans un à-peu-près phonétique sont inspirées des jeux lexicaux de Jean-Marc Pompougnac dans la série La Classe, diffusée entre 1987 et 1994[réf. nécessaire]. 
Pour Gérard-Vincent Martin, l'émission peut présenter, de manière parodique, un parallèle avec les difficultés que peut rencontrer un étranger dans l'apprentissage de la langue : « déformations phonétiques, lecture hasardeuse, détournements du code, pitreries gestuelles et, en fin de compte, appropriation linguistique ». La  définition aléatoire qui conclut chaque sketch établit une « connivence argotique » entre les deux intervenants : « ce code, parallèle au français de scolarisation, se teinte d'humour ; il est de l'ordre du créatif pour mieux combattre l'exclusion d'un français standard ».
Selon Nelly Quemener, le comique de la série vient en partie du langage corporel déployé par les deux acteurs : entre la maladresse d'Éric Judor et la morphologie élancée de Ramzy Bedia, « les mouvements des deux humoristes dans cet espace restreint deviennent un ressort du rire ». Pour le site web Cinematraque.com, « il y a quelque chose de fascinant dans la vision de ces deux corps, l'un dégingandé au possible et l'autre trapu, teigneux, toujours à deux doigts de l'explosion. Sans le son, Éric et Ramzy, c’est encore mieux qu'une chorégraphie de Philippe Decouflé ».

## DVD
Un VHS, Les Mots 2 Éric et Ramzy, contenant trente mots, est édité en 1998 par Universal Pictures Video. Un DVD, Les Mots d'Éric et Ramzy - L'Intégrale, contenant 63 mots, est édité par M6 en 2008.